# بيل ن. لاسي
بيل ن. لاسي (بالإنجليزية: Bill N. Lacy)‏ هو مهندس معماري أمريكي، ولد في 16 أبريل 1933.